# Andreassen
Andreassen ist ein patronymisch gebildeter skandinavischer Familienname mit der Bedeutung „Sohn des Andreas“. 2010 trugen 12 313 Norweger diesen Nachnamen.

## Varianten
- Andreasen (dänisch)
- Andreasson (schwedisch)

## Namensträger
- Anders Andreassen (* 1944), grönländischer Politiker (Siumut)
- Birger Andreassen (1891–1961), norwegischer Radrennfahrer
- Bjørn Andreassen (* 1946), norwegischer Eishockeyspieler
- Elisabeth Andreassen (* 1958), norwegische Sängerin
- Geir Hartly Andreassen (* 1971), norwegischer Kameramann
- Gunn Margit Andreassen (* 1973), norwegische Biathletin
- Hanus Andreassen, bürgerlicher Name von Hanus Kamban (* 1942), färöischer Schriftsteller, Publizist, Verleger und Übersetzer
- Harriet Andreassen (1925–1997), norwegische Politikerin
- Janne Andreassen (* 1959), norwegische Fußballspielerin
- Jørgen Andreassen (1919–1999), dänischer Generalmajor
- Kârale Andreassen (1890–1934), grönländischer Maler, Zeichner und Katechet
- Ole Andreassen (* 1966), norwegischer Ruderer
- Reidar Andreassen (* 1932), norwegischer Skilangläufer
- Rolf Andreassen (* 1949), norwegischer Ruderer
- Rudolf Andreassen (* 1983), norwegischer Boxer
- Simon Andreassen (* 1997), dänischer Mountainbiker
- Tor Arne Andreassen (* 1983), norwegischer Fußballspieler
- Tormod Andreassen (* 1951), norwegischer Curler